# East Hemet
East Hemet est une census-designated place (CDP) située dans le comté de Riverside, en Californie, à côté de la ville de Hemet.